# Olulis subrosea
Olulis subrosea là một loài bướm đêm trong họ Noctuidae.